# Равна Стена
Равна стена је стара тврђава на Рзаву, удаљена 10km југоисточно од Ужица. Данас има остатака утврђења.